# Najboljša tekma vseh časov
Najboljša tekma vseh časov  (izvirno The Greatest Game Ever Played) je športni biografski film iz leta 2005. Glavno vlogo je odigral Shia LaBeouf, režisersko palico je prevzel Bill Paxton. Film po konceptu precej spominja na nekatere druge športne filme z začetka 2000. let: Ne pozabite velikanov (2000), Nikoli ni prepozno (2002), Čudež (2004) in Igra življenja (2005). Scenarij je ustvaril Mark Frost, ki je predhodno leta 2002 na isto temo izdal tudi knjigo z naslovom The Greatest Game Ever Played: Harry Vardon, Francis Ouimet, and the Birth of Modern Golf (slovenski prevod: Najboljša tekma vseh časov: Harry Vardon, Francis Ouimet in rojstvo modernega golfa). Film so posneli v Montrealu, Quebec, Kanada.
Zgodba filma je osnovana na resničnih dogodkih, saj temelji na zgodnjem življenju ameriškega golfista Francisa Ouimeta, ki je leta 1913 kot prvi amater v zgodovini presenetljivo osvojil Odprto prvenstvo ZDA. Ouimet je bil ob času zmage star komaj 20 let. Pomembna tema v filmu je tudi razkol med preprostim ljudstvom in visoko družbo, saj mladi Francis Ouimet v filmu naleti na veliko ovir. Ker ni prihajal iz visoke družbe, si namreč ni mogel zagotoviti statusa profesionalnega golfista, zaradi česar mu organizatorji Odprtega prvenstva ZDA tudi niso izplačali nobene nagrade.

## Vsebina
Osrednji lik filma je mladi Francis Ouimet. Francis cele dneve prebija v bližnjem golf klubu, v katerem občasno služi denar kot nosač palic. Tako se približa športu golfa in se vanj tudi zaljubi, saj si prične na steno svoje sobe lepiti posterje s podobo svojega vzornika - šampiona Harryja Vardona. Ko na Francisovem domačem igrišču (njegova družina stanuje komaj dve ulici stran) priredijo Državno prvenstvo amaterjev, se v klubu odločijo dati priložnost temu mlademu talentu. V preizkusni seriji mu uspe 18 lukenj dokončati v 81 udarcih, kar zadovoljne odgovorne pri klubu, da ga res prijavijo.
Ko Francis novico pove svoji družini, naleti na sila negativen odziv očeta, ki je prepričan, da ljudje nižjega razreda ne sodijo v tak prefinjen šport, kot je golf. Z očetom se spreta in tako sprejmeta stavo, da bo Francis, če se mu ne uspe prebiti skozi sito kvalifikacij, prenehal sanjariti o golfu in si bo našel pošteno službo. Francisu igra v kvalifikacijah povsem spodobno steče in za zadnjo luknjo si pribori 5 udarcev manevrskega prostora za uvrstitev na glavni turnir. Situacija se prevesi v zaključni udarec, Francis pa ne zdrži pritiska in zgreši. S tem se tudi ne prebije skozi sito kvalifikacij in je tako zaradi sprejete stave prisiljen upoštevati očetovo voljo.
Golf si popolnoma izbije iz glave in si najde službo v neki restavraciji. Čez nekaj časa ga v restavraciji obiščeta dva predstavnika golf kluba, ki mu kot morebitnemu domačemu igralcu ponudita wildcard vstopnico za prihajajoče Odprto prvenstvo ZDA. Po daljšem premisleku ponudbo sprejme, a vnovič naleti na očetovo neodobravanje. Na začetku prvenstva velja za velikega avtsajderja in ima težave že pri iskanju nosača palic, saj nihče noče delati zastonj. Za nosača si naposled najde prijatelja Jacka Loweryja.
Prvi dan prvenstva pa Jacka ni na spregled, namesto njega se Francisu ponudi njegov mlajši bratec Eddie Lowery in svoje palice po začetnem oklevanju le preda v oskrbo malemu Eddieju, ki je skoraj polovico manjši od njega. Po uspehu v kvalifikacijah Francisu na glavnem turnirju ne uspe ravno najboljši uvod, a se njegove igre postopoma vzpenjajo, tako da se kmalu uvrsti v prvo deseterico igralcev, ob koncu drugega dne se zavihti celo na prvo mesto, ki si ga razdeli z Angležema Tedom Rayem in Harryjem Vardonom. Za določitev prvaka je tako potrebna podaljšana igra, v kateri Ray in Vardon združita moči. Francis ob podpori občinstva ohrani mirne živce in ne napravi nobene večje napake. Ted Ray nato grdo zgreši enega od udarcev, ki zavije v gozd, kar ga dokončno oddalji od možnosti za naslov prvaka.
V igri ostaneta še Vardon in Francis, ki sta si do 17. luknje povsem izenačena. Pri 17. luknji pa Francisu uspe žogico v luknjo spraviti z enim udarcem manj kot Vardonu, tako da si pred zadnjo luknjo zagotovi 1 udarec prednosti. V dramatični končnici Vardon izpelje izjemen povratek iz peščene pasti, Francis pa se znajde pred udarcem, ki bi mu prinesel zmago. Kljub velikemu pritisku zbere še zadnje atome moči in žogico zadene v luknjo, kar povzroči veliko navdušenje pri domačih navijačih. V evforiji občinstvo prvaka in njegovega malega nosača dvigne v zrak, Francisu pa v roko seže tudi oče.

## Igralska zasedba
- Shia LaBeouf - Francis Ouimet
- Stephen Dillane - Harry Vardon
- Josh Flitter - Eddie Lowery
- Peter Firth - lord Northcliffe
- Peyton List - Sarah Wallis
- Elias Koteas - Arthur Ouimet
- Len Cariou - Stedman Comstock
- Stephen Marcus - Ted Ray
- Max Kasch - Freddie Wallis